# Kesselrain
Das Naturschutzgebiet Kesselrain liegt auf dem Gebiet der Gemeinde Ehrenberg (Rhön) im osthessischen Landkreis Fulda.
Das Gebiet erstreckt sich südlich von Wüstensachsen, einem Ortsteil von Ehrenberg. Westlich des Gebietes verläuft die B 278, nördlich die Landesstraße L 3395 und südlich die Landesgrenze zu Bayern. Am westlichen Rand fließt die Ulster, ein linker Zufluss der Werra. In der Umgebung liegen diese Naturschutzgebiete (NSG):
- westlich das 312,24 ha große NSG Rotes Moor (Rhön),
- nordwestlich das 98,0 ha große NSG Schwarzwald bei Wüstensachsen,
- nördlich das 25,7 ha große NSG Steinkopf (Wüstensachsen)[2][3] und
- nordöstlich – im bayerischen Landkreis Rhön-Grabfeld – das NSG Schornhecke[4]

## Bedeutung
Das 31,55 ha große Gebiet steht seit dem Jahr 1940 unter der Kennung 1631002 unter Naturschutz.